# San Agustín, Córdoba
San Agustín är en kommunhuvudort i Argentina.   Den ligger i provinsen Córdoba, i den centrala delen av landet, 600 km nordväst om huvudstaden Buenos Aires. San Agustín ligger 548 meter över havet och antalet invånare är 2 870.
Terrängen runt San Agustín är platt österut, men västerut är den kuperad. Närmaste större samhälle är Santa Rosa de Calamuchita, 18,4 km sydväst om San Agustín.